# Hà Văn Hiếu
Hà Văn Hiếu (ur. 22 grudnia 1985) – wietnamski zapaśnik walczący przeważnie w stylu wolnym.
Złoty medalista igrzysk Azji Południowo-Wschodniej w 2009, 2011, 2019 i 2021 roku. Zajął 25 miejsce w mistrzostwach świata w 2006. Trzynasty na igrzyskach azjatyckich w 2006. Drugi na mistrzostwach Azji Południowo-Wschodniej w 2022 roku.